# Startaufstellung (American Football)
Im American Football wird seit den 1950ern von den Profiteams meist ein Drei-Gruppen-System angewandt. Die Startaufstellungen für Angriff und Verteidigung mit je elf Spielern erhalten in der Regel die meiste Aufmerksamkeit. Die Startaufstellungen werden als die elf Spieler definiert, die am ersten offensiven oder defensiven Spielzug eines bestimmten Spiels teilnehmen. Diese werden auch als Starter bezeichnet. Die dritte Gruppe, das Special Team, besteht zumeist aus Reservespielern der Verteidigung und des Angriffs, mit Ausnahme des Kickers und des Punters.

## Offense
Die Angriffsaufstellung ist stark von Regeln, die im Laufe der Entwicklung des Spiels eingeführt wurden, beschränkt. Mehrere Positionen sind Pflichtpositionen und müssen in jeder Aufstellung erscheinen, andere sind fakultativ und werden vom Trainer nur aufgestellt, wenn sie für den geplanten Spielzug wichtig sind.
| Kürzel | Langname              | Anmerkung |
| ------ | --------------------- | --- |
| QB     | Quarterback           | Optional, jedoch effektiv immer besetzt.                                                                                               |
| RB     | Runningback           | Gelegentlich unterschieden in Halfback und Fullback. Anzahl und Besetzung sind optional.                                               |
| C      | Center                | Pflichtposition |
| LG/RG  | Linker/Rechter Guard  | Auf jeder Seite des Centers. Pflichtposition                                                                                           |
| LT/RT  | Linker/Rechter Tackle | An beiden Enden der fünfköpfigen Offensive Line. Pflichtposition                                                                       |
| TE     | Tight End             | Anzahl und Besetzung sind optional, jedoch muss entweder ein Tight End oder ein Wide Receiver an einem Ende der Offensive Line stehen. |
| WR     | Wide Receiver         | Anzahl und Besetzung sind optional, jedoch muss entweder ein Tight End oder ein Wide Receiver an einem Ende der Offensive Line stehen. |

## Defense
In der jüngeren Geschichte wird zumeist mit einer 4-3 Defense-Formation (4 Defensive-Line-Spieler und 3 Linebacker) gespielt.  Auch die 3-4 Defense-Formation (3 Defensive-Line-Spieler und 4 Linebackers) wird häufig genutzt. Im Gegensatz zur Offense hat die Defense keine Beschränkungen für Positionen.
| Kürzel | Langname         | Anmerkung |
| ------ | ---------------- | --- |
| DT     | Defensive Tackle | Anzahl und Besetzung sind optional, in der Regel werden einer oder zwei aufgestellt. Bei nur einem Defensive Tackle spricht man auch vom Nose Tackle (NT). |
| DE     | Defensive End    | Anzahl und Besetzung sind optional, effektiv werden jedoch immer zwei aufgestellt                                                                          |
| LB     | Linebacker       | Anzahl und Besetzung sind optional, in der Regel werden drei oder vier aufgestellt.                                                                        |
| SS     | Strong Safety    | Anzahl und Besetzung sind optional, in der Regel wird ein Strong Safety aufgestellt.                                                                       |
| FS     | Free Safety      | Anzahl und Besetzung sind optional, in der Regel wird ein Free Safety aufgestellt.                                                                         |
| CB     | Cornerback       | Anzahl und Besetzung sind optional, in der Regel werden zwei aufgestellt.                                                                                  |

## Special Teams
Alle Special-Team-Positionen sind fakultativ. In jeder Aufstellung gibt es maximal einen Spieler einer solchen Position.
| Kürzel | Langname      |
| ------ | ------------- |
| K      | Kicker        |
| P      | Punter        |
| PR     | Punt Returner |
| KR     | Kick Returner |
| LS     | Long Snapper  |
| –      | Holder        |